# Brooke Voigt
Brooke Voigt (Fort McMurray, 17 novembre 1993) è un'ex snowboarder canadese.

## Palmarès

### Winter X Games
- 1 medaglia:
  - 1 bronzo (slopestyle ad Hafjell 2020)

### Coppa del Mondo
- Miglior piazzamento nella Coppa del Mondo generale di freestyle: 7ª nel 2020
- Miglior piazzamento nella Coppa del Mondo di slopestyle: 3ª nel 2020
- Miglior piazzamento nella Coppa del Mondo di big air: 2ª nel 2020
- 9 podi:
  - 5 secondi posti
  - 4 terzi posti